# Dorien de Vries
Dorien de Vries, född 7 december 1965 i Enschede, är en nederländsk seglare.
Hon tog OS-brons i lechner i samband med de olympiska seglingstävlingarna 1992 i Barcelona.